# Bolbitis quoyana
Bolbitis quoyana är en träjonväxtart som först beskrevs av Gaud., och fick sitt nu gällande namn av Ren-Chang Ching. Bolbitis quoyana ingår i släktet Bolbitis och familjen Dryopteridaceae. Inga underarter finns listade.